# Daşoguz (provincie)
Daşoguz is een provincie in Turkmenistan met een bevolking van 1.059.800.

## Districten
Daşoguz is onderverdeeld in de volgende districten:
- Daşoguz (stad)
- Akdepe
- Boldumsaz
- Görogly
- Gubadag
- Gurbansoltan Eje
- Köneürgenç
- Saparmyrat Nyýazow
- Saparmyrat Türkmenbaşy

Ahal · Balkan · Daşoguz · Lebap · Mary

Turkmenistan · provincies